# 上堺村
上堺村（かみさかいむら）は、千葉県山武郡にかつて存在した村である。
現在は横芝光町立上堺小学校等にその名をとどめる。

## 地理
- 現在の横芝光町、旧横芝町の南部に位置する。
- 村には九十九里浜があり、太平洋に面している。
- 村のほとんどは平地である。

## 歴史

### 沿革
- 1889年（明治22年）4月1日 - 町村制施行に伴い、屋形村、新島村、北清水村が合併し、武射郡上堺村が発足。
- 1897年（明治30年）4月1日 - 武射郡が山辺郡と統合して山武郡が発足。山武郡上堺村になる。
- 1951年（昭和26年） - 上堺村の一部（北清水の一部）は横芝町に編入。
- 1955年（昭和30年）2月1日 - 上堺村は横芝町、大総村と合併し、改めて横芝町が発足。同日上堺村廃止。

変遷表
| 1868年 以前 | 1868年 以前   | 明治10年 | 明治22年 4月1日 | 明治30年 4月1日 | 明治30年 4月1日 | 昭和26年 | 昭和30年 2月1日 | 平成18年 3月27日 | 現在     |
| ----------- | ------------- | -------- | --------------- | --------------- | --------------- | -------- | --------------- | ---------------- | -------- |
|             | 屋形村        | 屋形村   | 上堺村          | 山武郡 発足     | 上堺村          | 上堺村   | 横芝町          | 横芝光町         | 横芝光町 |
|             | 新堀村        | 新島村   | 上堺村          | 山武郡 発足     | 上堺村          | 上堺村   | 横芝町          | 横芝光町         | 横芝光町 |
|             | 三島村        | 新島村   | 上堺村          | 山武郡 発足     | 上堺村          | 上堺村   | 横芝町          | 横芝光町         | 横芝光町 |
|             | 北清水村      |          | 上堺村          | 山武郡 発足     | 上堺村          | 上堺村   | 横芝町          | 横芝光町         | 横芝光町 |
|             | 横芝町 に編入 |          | 上堺村          | 山武郡 発足     | 上堺村          |          | 横芝町          | 横芝光町         | 横芝光町 |

## 人口
総数 [単位： 人]
| 1891年（明治24年） | 2,668 |